# AGM-78 (ミサイル)
AGM-78 スタンダードARM
国立アメリカ空軍博物館にあるAGM-78
- 用途：対レーダーミサイル
- 分類：通常兵器
- 製造者：ジェネラル・ダイナミクス
- 運用者

  -  アメリカ合衆国（海軍、空軍）
  -  イスラエル（イスラエル国防軍）
- 初飛行：1967年
- 生産数：3,000発以上
- 運用開始：1968年
- 退役：1980年代後期
- 運用状況：退役
- ユニットコスト：200,000 USドル

AGM-78 スタンダードARM（英: Standard ARM）は、アメリカ合衆国のジェネラル・ダイナミクスによって開発されたミサイルである。
"ARM"（Anti-Radiation Missile）は対電波源ミサイル、すなわち対レーダーミサイルを表す。

## 概要
AGM-78は、1960年代後期に当初アメリカ海軍のために開発され、主に小さな弾頭、限られた射程と劣った誘導装置で苦しんだAGM-45 シュライクを補うために開発された。この開発プロジェクトにZAGM-78Aの名称が与えられた。ジェネラル・ダイナミクスは、同社の艦対空ミサイルであるRIM-66 スタンダード・ミサイル1型（SM-1MR）を改修することによって空中発射型ARMを開発するよう依頼された。この「既製品」設計の使用は大幅に開発費を減らし、わずか1年の開発の後、新しい兵器の試験が1967年に開始された。最初の作戦用ミサイルは、1968年前半に出荷され、アメリカ空軍とアメリカ海軍で使用された。
AGM-78は、AGM-45に比べて高性能ではあるものの非常に高価であり、しばらくの間はシュライクも使われ続けた。新しいミサイルは、F-105F/GとA-6B/Eに搭載された。
AGM-78は、「starm」（スタンダードARMの省略形）というあだ名をつけられ、すべてのバージョンを含め、3,000発以上のAGM-78が製造された。生産は1970年代後期に終了したが、最後のスタンダードARMが1980年代後期にAGM-88 HARMと置き換えられるまで、スタンダードARMの運用はほぼ10年間続けられた。

## 各型

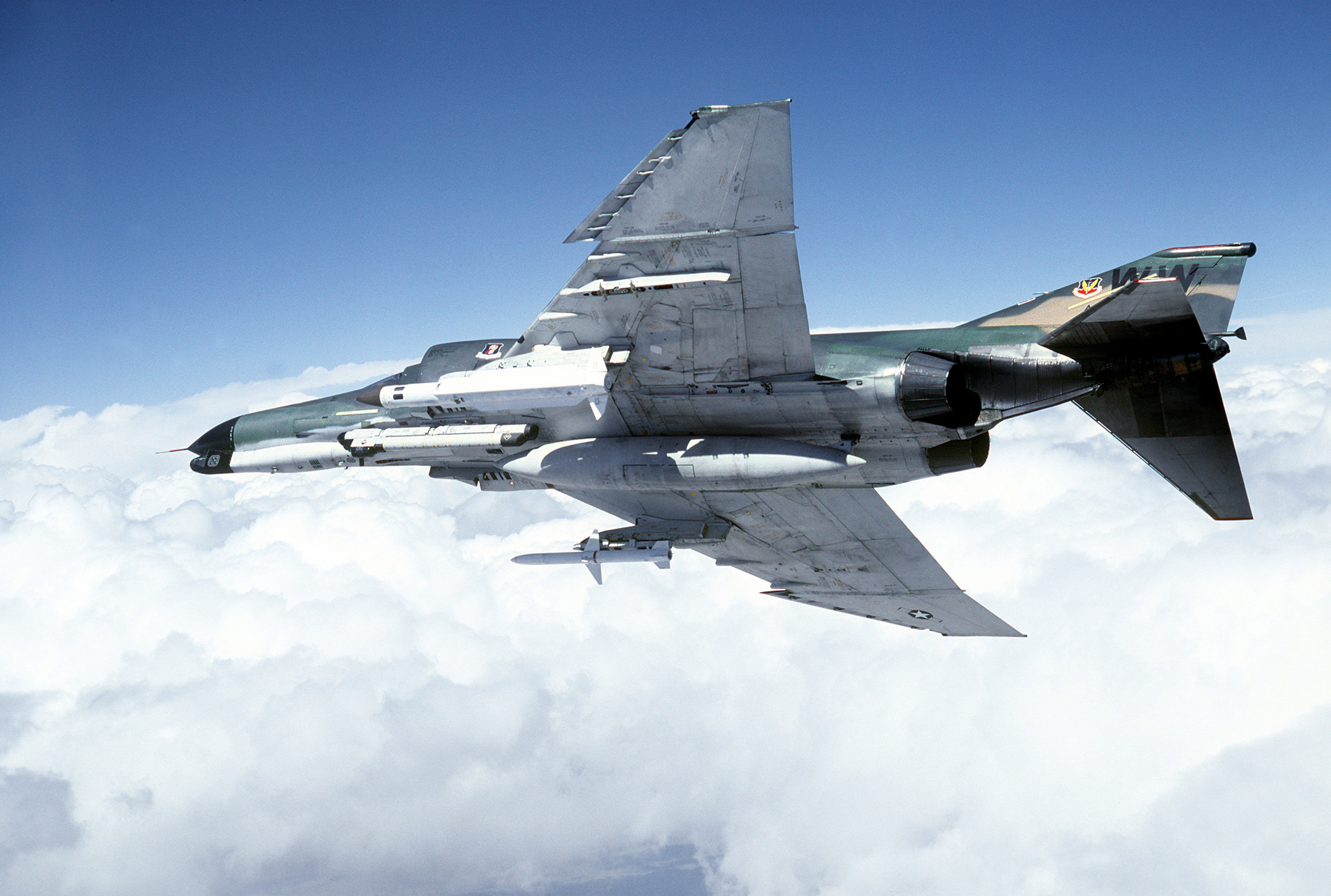
F-4Gワイルド・ウィーゼル。AGM-78（左翼）、AGM-45（右翼）及びECMポッドを搭載している。

### AGM-78A
スタンダードARMの最初のバージョンであるAGM-78A-1 Mod 0（別名：STARM Mod 0）は、AGM-45A-3Aの対レーダー用シーカー・ヘッドをRIM-66の先端に取り付け、空中発射しただけにすぎないものだった。AGM-78Aは、エアロジェット Mk-27 Mod 4デュアル・スラスト固体燃料ロケット・モーターによって推進され、爆風破砕弾頭を備えていた。
AGM-78Aの訓練用不活性弾頭弾（イナート弾）はATM-78Aとして作成された。そのミサイルは形、サイズ及び質量はAGM-78Aと等しいが、シーカー・ヘッド、弾頭又は推進システムがなく、基本的にただの重荷にすぎなかった。
AGM-78A-2は、爆撃損害評価（BDA）能力と追加攻撃のためにSAMサイトの照準を容易にするSDU-6/B黄リン目標マーカー照明弾を導入した。
- AGM-78A-1： 初期生産型
  - 機関： Mk-27 Mod 4
- AGM-78A-2： 目標マーカー装備型
- AGM-78A-4： B型登場後に新型記憶回路とシーカーで更新された型
- ATM-78A： 訓練用AGM-78A
  - 機関： Mk-27

### AGM-78B

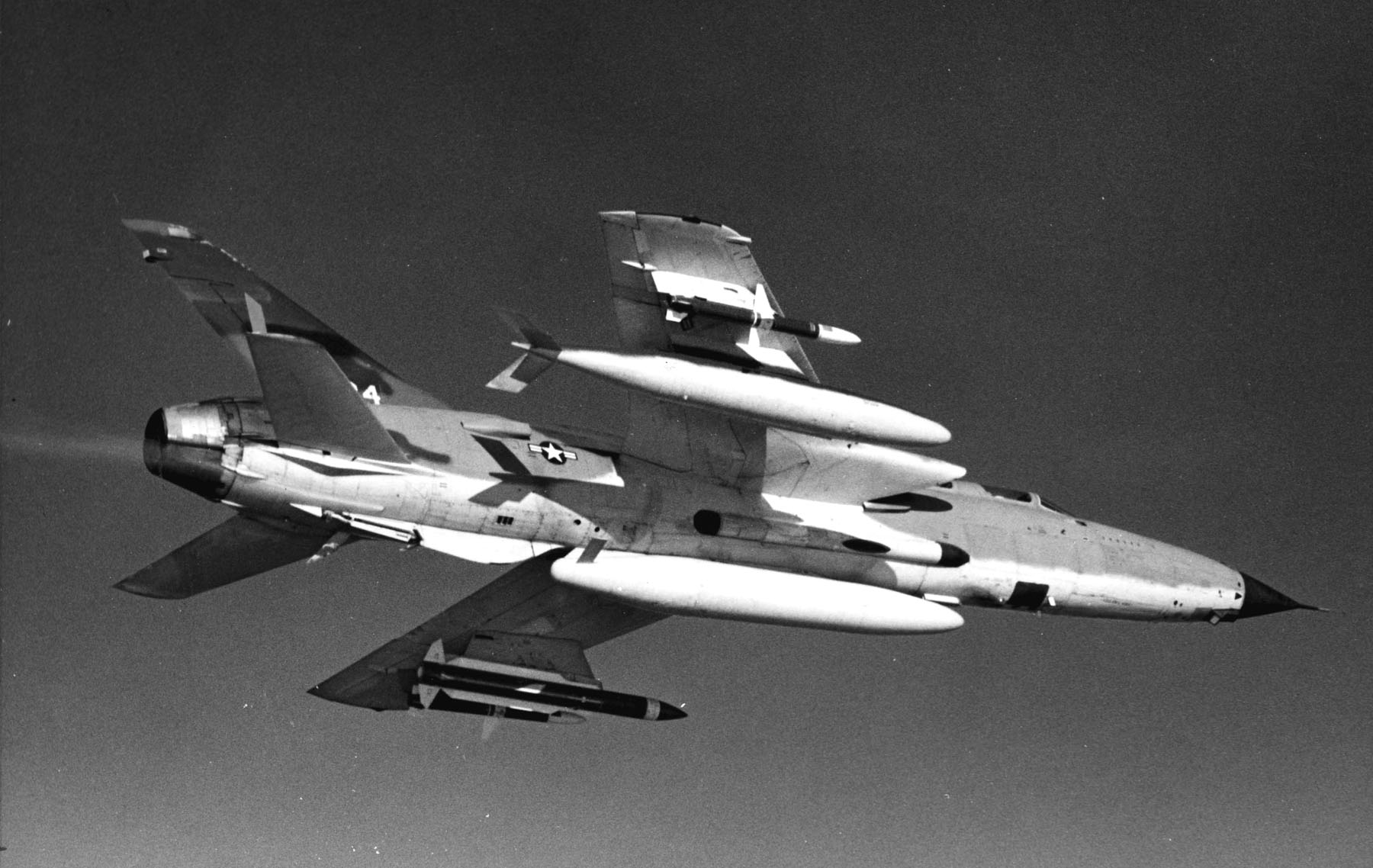
AGM-45（右翼）、AGM-78B（左翼）を装備したF-105G。1970年5月5日撮影。

AGM-78BはスタンダードARMで最も重要なバージョンであり、アメリカ空軍のF-4Gワイルド・ウィーゼルで広く使われていた。
1969年に、AGM-78B（別名：STARM Mod 1）と呼ばれる改善されたモデルが生産された。これは、任務の前にシーカーを選ぶ必要がなく、より多くの広い種類の目標に対してミサイルを使用することを可能にしたブロード・バンドシーカーを特徴とした。簡単な記憶回路も備えられ、たとえレーダーがシャット・ダウンされたとしてもレーダーの方向を記憶し、一旦ロックオンしてしまえば、ミサイルが目標に向かうことを可能にした。以前のARMは、目標を見失うと正しいコースから外れて命中しなかった。その結果、レーダーのオン/オフを切り替えることがミサイル部隊の標準的な戦術になった。
若干の初期のAGM-78A-1は、新しい記憶回路とシーカーで更新され、AGM-78A-4に指定された。また、AGM-78Bの訓練弾が、ATM-78Bとして作成された。
- AGM-78B： ブロードバンド・シーカー、記憶回路装備
  - 機関： Mk-27 Mod 4
- ATM-78B： 訓練用AGM-78B
  - 機関： Mk-27 Mod 2/3

### AGM-78C

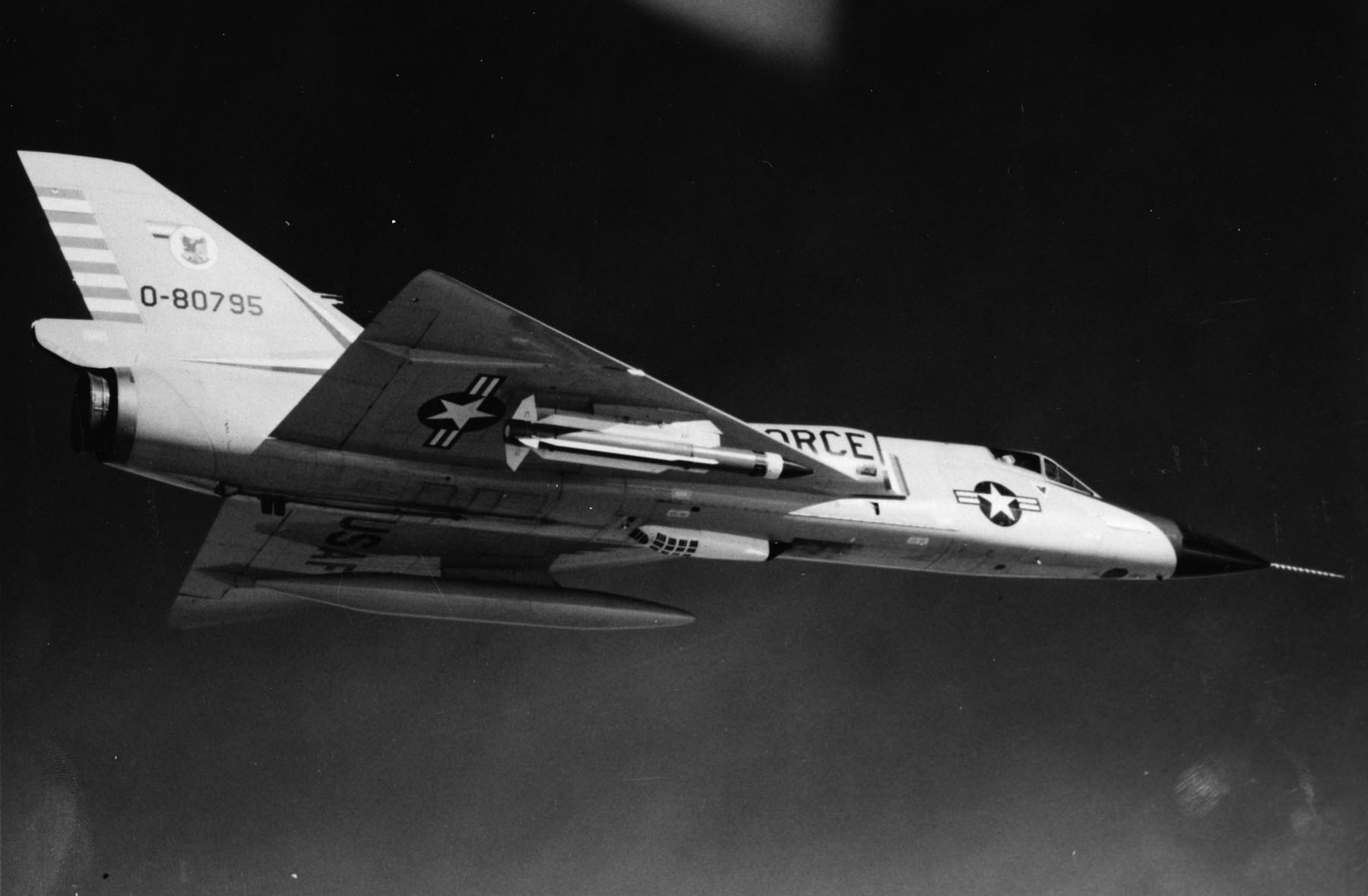
AGM-78を搭載しているF-106A。試験的に搭載しているもののようだが、この組み合わせは珍しい。

AGM-78Cは、1970年代初期に生産された。アメリカ空軍のプロジェクトは、より信頼性が高く、製造コストがより安いことをCモデル開発の主目的とした。また、SDU-29/B黄リン目標マーカーを備えていた。いくらかの以前のミサイルは、AGM-78Cに格上げされた。前述のATM-78Bと同様にATM-78C訓練弾が生産された。
- AGM-78C： 高信頼性、低コスト重視型
  - 機関： Mk-27 Mod 4
- ATM-78C： 訓練用AGM-78C
  - 機関： Mk-69 Mod 0

### AGM-78D
AGM-78Dは、1973年から1976年の間に生産され、新しいロケット・モーターを備えていた。これに続くAGM-78D-2は、アクティブ光学信管、更により大きな信頼性と100 kg（223 lb）の新しい爆風破砕弾頭を備えていた。これに続いてATM-78D訓練弾が生産された。
- AGM-78D-1： 新型ロケット・モーター装備
  - 機関： Mk-69 Mod 0
- AGM-78D-2： アクティブ光学信管、新型弾頭装備
- ATM-78D： 訓練用AGM-78D
  - 機関： Mk-69 Mod 0

## 派生型

### AIM-97 シークバット(SEEKBAT)

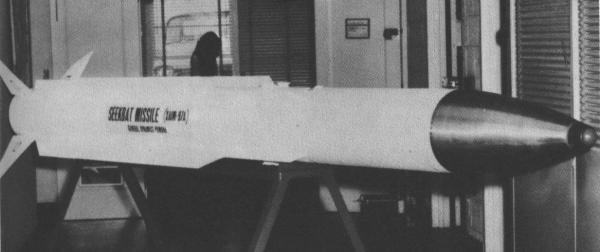
試作型 XAIM-97

AGM-78の設計を発展させて開発された長距離空対空ミサイル。-78のロケットモーターを大型化し、中間誘導にパッシブレーダーホーミング、終端誘導に赤外線感知を用いる複合誘導方式となっている。
開発中の新型戦闘機であるF-15、およびF-4 ファントムIIの性能向上型に搭載するべく1970年代初頭より開発され、1972年には試射に成功して実用試験の段階に入ったが、複合誘導方式には問題が多かったこと、開発上の想定目標であったミコヤン MiG-25戦闘機がアメリカ軍が推測していたほどには高い性能を持たないことが判明し、開発費用が高騰したこともあり、1976年には計画が中止された。

### RGM-66
RIM-66(SM-1MRブロックV)を基にしたパッシブ・レーダー・ホーミング（PRH）方式の艦対艦ミサイル。
AGM-78の弾体を用いてRIM-66とAIM-97 シークバットの特徴を採り入れた誘導方式としたもので、誘導方式をアクティブ・レーダー・ホーミング（ARH）としたRGM-66Fも開発されたものの、1975年にキャンセルされた。

### パープルパンチ

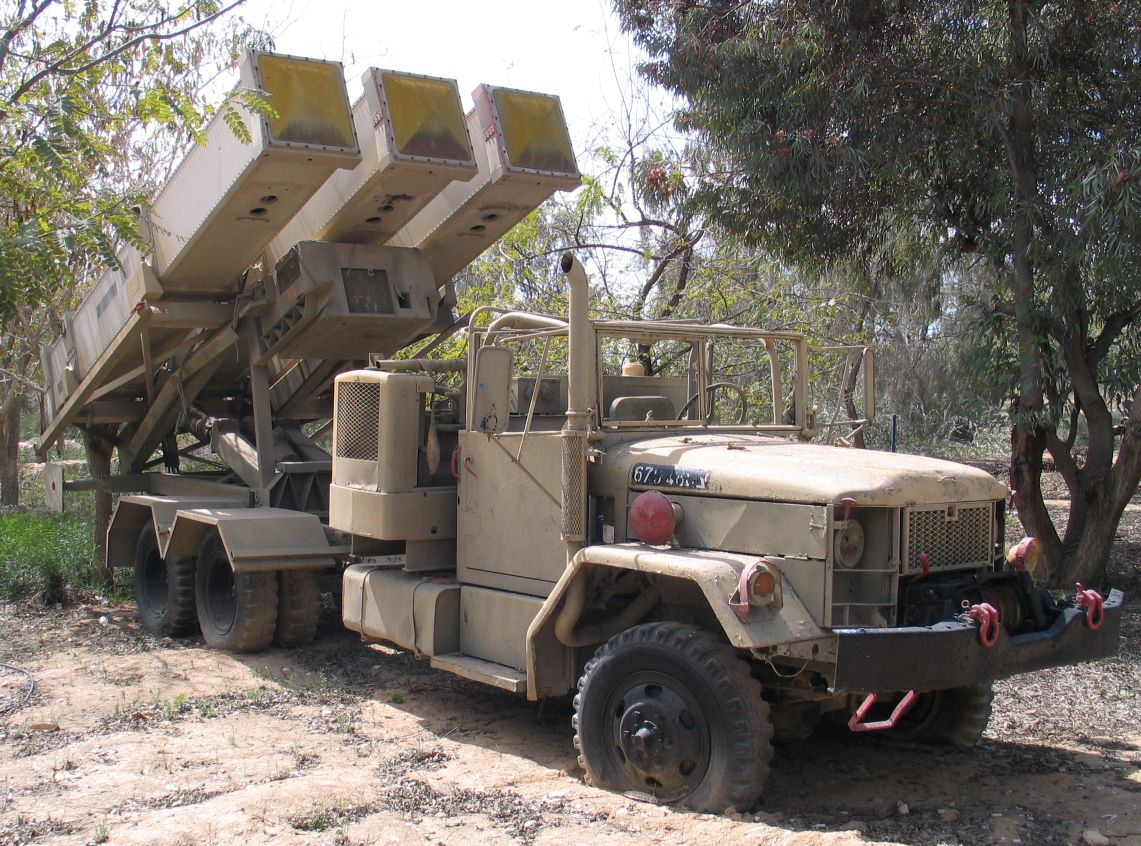
ケーレス自走式対レーダーミサイルランチャー(イスラエル空軍博物館)

パープルパンチ (Purple Punch、ヘブライ語ではEgrof Segoal、いずれも『紫の拳』の意味) は、AGM-78のイスラエル向け輸出用廉価版バージョンである。
アメリカ合衆国は1975年にAGM-78の導入をイスラエルに対して持ちかけたが、導入には搭載するF-4の電子システムを"ワイルド・ヴィーゼル"仕様対応に改修する必要を伴うなど非常に高いコストがかかることからイスラエルは難色を示し、最終的に"パープルパンチ"と名づけられたイスラエル空軍向け廉価版AGM-78の開発が行われることとなった。パープルパンチは外見はAGM-78と同様であったが内部のシステムは簡略化されており、イスラエル空軍のF-4Eへの搭載および、地上からの発射も可能なものとなっていた。
イスラエル軍はパープルパンチをF-4E"クルナス"に搭載し運用、また地上発射用の車両としてあわせて開発されたケーレスも運用した。
パープルパンチは1982年6月9日に実施された、ベッカー高原に展開するシリア軍の地対空ミサイルサイト制圧作戦（モール・クリケット19作戦）に実戦投入され、戦果を挙げた。

## 搭載機種
- A-6 イントルーダー
- F-4 ファントムII
- F-105 サンダーチーフ

## 仕様

### AGM-78B
出典：Designation-Systems.Net, National Museum of the U.S. Air Force
- 全長： 4.57 m （15 ft）
- 翼幅： 108 cm （3 ft 66.5 in）
- 直径： 34.3 cm （1 ft 1.5 in）
- 発射重量： 621 kg （1,370 lb）
- 機関：エアロジェット Mk 27 Mod 4 固体燃料ロケット・モーター
推力： 534 kN （120,000 lbf）
- 射程： 最高 90 km （56 mi）
- 速度： 最高 M 2.0
- 弾頭： 爆風破砕弾頭 100 kg （223 lb）
- 信管：アクティブ光学近接信管